# Championnat d'Autriche de football 2014-2015
Navigation
Édition précédente Édition suivante
| \| Admira Austria Sturm Grödig Rapid Ried Salzbourg Wiener Neustadt Wolfsberger AC Altach \| Localisation des clubs engagés dans le championnat. |
| Admira Austria Sturm Grödig Rapid Ried Salzbourg Wiener Neustadt Wolfsberger AC Altach                                                           |

La saison 2014-2015 du championnat d'Autriche est la 104e saison de l'histoire de la compétition. Elle oppose les dix meilleurs clubs d'Autriche en une série de trente-six journées. Lors de cette saison, le Red Bull Salzbourg défend son titre face à 9 autres équipes dont 1 promu d'Erste Liga.
Quatre places qualificatives pour les compétitions européennes seront attribuées par le biais du championnat (2 places au troisième tour de qualification de la Ligue des Champions 2015-2016, 1 au troisième tour de qualification de la Ligue Europa et 1 au deuxième tour de qualification). La dernière place européenne est celle réservée au vainqueur de la ÖFB-Cup qui est qualificative pour le troisième tour de qualification de la Ligue Europa. Si celui-ci termine parmi les quatre premiers du classement, c'est le 5e du championnat qui récupère cette place européenne, et non plus le finaliste de la Coupe, comme c'était le cas lors des saisons précédentes. Le dernier du championnat est relégué en Erste Liga.
C'est le Red Bull Salzbourg, tenant du titre, qui est une nouvelle fois sacré cette saison après avoir terminé en tête du classement final, avec six points d'avance sur le Rapid Vienne et quatorze sur le SC Rheindorf Altach, promu de deuxième division. C'est le neuvième titre de champion d'Autriche de l'histoire du club, qui réussit même le doublé en s'imposant en finale de la Coupe d'Autriche face à l'Austria Vienne.

## Participants
Légende des couleurs
- Troisième tour de qualification de la Ligue des Champions 2014-2015
- Troisième tour de qualification de la Ligue Europa 2014-2015
- Deuxième tour de qualification de la Ligue Europa 2014-2015
- Promu de Erste Liga

| Club                     | Se maintient depuis | Classement 2013-2014 | Entraîneur                           | Depuis | Stade                   | Capacité théorique |
| ------------------------ | ------------------- | -------------------- | ------------------------------------ | ------ | ----------------------- | ------------------ |
| FC Admira Wacker Mödling | 2011                | 9                    | Walter Knaller                       | 2013   | Bundesstadion Südstadt  | 12 000             |
| FK Austria Vienne        | 1926                | 4                    | Gerald Baumgartner                   | 2014   | Stade Franz-Horr        | 13 400             |
| SV Grödig                | 2013                | 3                    | Michael Baur                         | 2014   | Das.Goldberg Stadion    | 4 330              |
| Rapid Vienne             | 1911                | 2                    | Zoran Barisic                        | 2013   | Stade Ernst-Happel      | 50 865             |
| Red Bull Salzbourg       | 2005                | 1                    | Adi Hütter                           | 2014   | Red Bull Arena          | 31 000             |
| SC Rheindorf Altach      | 2014                | 1 (EL)               | Damir Canadi                         | 2013   | Cashpoint-Arena         | 8 500              |
| SV Ried                  | 2005                | 6                    | Oliver Glasner                       | 2014   | Keine Sorgen Arena      | 7 680              |
| SK Sturm Graz            | 1966                | 5                    | Darko Milanič Franco Foda            | 2014   | UPC-Arena               | 15 400             |
| SC Wiener Neustadt       | 2009                | 8                    | Heimo Pfeifenberger Helgi Kolviðsson | 2014   | Stadion Wiener Neustadt | 8 000              |
| Wolfsberger AC           | 2012                | 7                    | Dietmar Kühbauer                     | 2013   | Lavanttal-Arena         | 7 300              |

## Compétition
Le classement est calculé avec le barème de points suivant : une victoire vaut trois points, le match nul un. La défaite ne rapporte aucun point.
Critères de départage :
1. plus grand nombre de points ;
2. plus grande différence de buts générale ;
3. plus grand nombre de buts marqués ;
4. plus grande différence de buts particulière ;
5. meilleure place au Challenge du fair-play (1 point par joueur averti, 3 points par joueur exclu)

### Classement
| Rang | Équipe                   | Pts | J  | G  | N  | P  | Bp | Bc | Diff |
| ---- | ------------------------ | --- | -- | -- | -- | -- | -- | -- | ---- |
| 1    | Red Bull Salzbourg'T'C   | 73  | 36 | 22 | 7  | 7  | 99 | 42 | +57  |
| 2    | Rapid Vienne             | 67  | 36 | 19 | 10 | 7  | 68 | 38 | +30  |
| 3    | SC Rheindorf AltachP     | 59  | 36 | 17 | 8  | 11 | 50 | 49 | +1   |
| 4    | SK Sturm Graz            | 58  | 36 | 16 | 10 | 10 | 57 | 41 | +16  |
| 5    | Wolfsberger AC           | 52  | 36 | 16 | 4  | 16 | 44 | 50 | -6   |
| 6    | SV Ried                  | 44  | 36 | 12 | 8  | 16 | 49 | 51 | -2   |
| 7    | FK Austria Vienne        | 43  | 36 | 10 | 13 | 13 | 45 | 51 | -6   |
| 8    | SV Grödig                | 37  | 36 | 10 | 7  | 19 | 46 | 65 | -19  |
| 9    | FC Admira Wacker Mödling | 34  | 36 | 7  | 13 | 16 | 32 | 61 | -29  |
| 10   | SC Wiener Neustadt       | 29  | 36 | 7  | 8  | 21 | 37 | 79 | -42  |

|  | Qualification pour le 1er tour de qualification de la Ligue des champions 2015-2016 |
|  | Qualification pour le 1er tour de qualification de la Ligue Europa 2015-2016        |
|  | Relégation directe en deuxième division                                             |
|  | T : Tenant du titre C : Vainqueur de la Coupe d'Autriche P : Promu de D2            |

### Résultats
| Résultats (▼dom., ►ext.) | WKR | AWI | ALT | GRÖ | RWI | RBS | RIE | STU | WN  | WOL | WKR | AWI | ALT | GRÖ | RWI | RBS | RIE | STU | WN  | WOL |
| FC Admira Wacker Mödling |     | 2-1 | 0-2 | 0-0 | 1-1 | 0-3 | 0-0 | 0-2 | 1-1 | 1-4 |     | 1-1 | 2-2 | 2-3 | 1-1 | 1-4 | 1-0 | 1-2 | 0-0 | 2-1 |
| FK Austria Vienne        | 4-0 |     | 0-0 | 1-1 | 2-2 | 2-4 | 3-1 | 0-3 | 2-0 | 0-2 | 0-1 |     | 5-2 | 1-0 | 2-1 | 1-1 | 0-1 | 0-0 | 2-1 | 1-1 |
| SC Rheindorf Altach      | 0-2 | 1-1 |     | 3-1 | 2-0 | 4-1 | 2-2 | 2-1 | 2-0 | 1-2 | 2-0 | 2-0 |     | 2-0 | 1-3 | 2-2 | 2-1 | 2-0 | 3-1 | 1-0 |
| SV Grödig                | 5-0 | 0-0 | 3-3 |     | 3-1 | 2-2 | 0-1 | 2-1 | 3-0 | 0-2 | 0-1 | 1-1 | 0-1 |     | 0-2 | 0-3 | 3-2 | 0-2 | 1-3 | 2-0 |
| Rapid Vienne             | 0-0 | 2-3 | 0-1 | 2-0 |     | 1-2 | 1-0 | 1-1 | 3-0 | 3-0 | 1-1 | 4-1 | 1-0 | 4-0 |     | 3-3 | 3-0 | 1-0 | 0-0 | 4-1 |
| Red Bull Salzbourg       | 2-0 | 2-3 | 5-0 | 8-0 | 6-1 |     | 4-2 | 2-3 | 4-1 | 2-2 | 4-0 | 3-1 | 0-1 | 3-1 | 1-2 |     | 2-1 | 2-1 | 6-0 | 3-0 |
| SV Ried                  | 1-1 | 1-1 | 2-1 | 2-2 | 1-2 | 0-2 |     | 0-1 | 3-1 | 1-0 | 2-2 | 0-2 | 4-1 | 2-1 | 0-1 | 2-2 |     | 1-2 | 6-0 | 4-0 |
| SK Sturm Graz            | 0-2 | 1-1 | 2-2 | 1-0 | 1-3 | 1-2 | 3-1 |     | 4-2 | 1-2 | 3-1 | 2-1 | 5-0 | 2-1 | 2-2 | 0-0 | 0-0 |     | 3-3 | 2-0 |
| SC Wiener Neustadt       | 5-4 | 2-2 | 2-0 | 2-4 | 1-5 | 0-5 | 0-1 | 0-0 |     | 2-0 | 0-0 | 1-0 | 0-1 | 2-4 | 0-1 | 0-2 | 0-1 | 4-4 |     | 2-0 |
| Wolfsberger AC           | 2-1 | 4-0 | 0-0 | 1-2 | 1-1 | 1-0 | 4-1 | 0-2 | 0-1 |     | 2-0 | 1-0 | 2-0 | 2-1 | 0-5 | 3-2 | 1-2 | 1-0 | 2-0 |     |

## Bilan de la saison
| Championnat d'Autriche de football 2013-2014                        |                               |
| Champion                                                            | Red Bull Salzbourg (9e titre) |
| Coupes et trophées                                                  |                               |
| Vainqueur de la Coupe d'Autriche 2013-2014                          | Red Bull Salzbourg            |
| Qualifications continentales                                        |                               |
| Ligue des champions de l'UEFA 2014-2015                             | Red Bull Salzbourg            |
| Ligue des champions de l'UEFA 2014-2015                             | Rapid Vienne                  |
| Ligue Europa 2014-2015                                              | SC Rheindorf Altach           |
| Ligue Europa 2014-2015                                              | SK Sturm Graz                 |
| Ligue Europa 2014-2015                                              | Wolfsberger AC                |
| Promotions et relégations                                           |                               |
| Promus en Championnat d'Autriche de football                        | SV Mattersburg                |
| Relégués en Championnat d'Autriche de football de deuxième division | SC Wiener Neustadt            |